# アスモ (輸送機器メーカー)
アスモ株式会社（ASMO CO., LTD. ）は、かつて存在した自動車部品の製造会社である。本社を静岡県湖西市に置いていた。デンソーの子会社。静岡県の会社ではあるが、中京広域圏でもラジオCMを打っていた。

## 沿革
- 1979年（昭和54年）- 田中計器工業と日本電装（現・デンソー）小型モータ製造部門が一体となりアスモ株式会社を設立。本社を湖西市におく。
- 1982年（昭和57年）- 米国フォード・モーターから「Q1」認定を受ける。
- 1984年（昭和59年）- 米国ゼネラルモーターズから「195 CLUB賞」を受ける。
- 1986年（昭和61年）‐ 米国ミシガン州にASMO MANUFACTURING, INC.（AMI）を設立。増資により資本金45億円となる。米国クライスラーから「QE賞」を受ける。
- 1988年（昭和63年）- 米国ノースカロライナ州にASMO NORTH CAROLINA, INC.(ANC)を設立。デミング賞実施賞を受賞。
- 1989年（平成元年）- 欧州フォードから「Q1」認定を受ける。米国クライスラーから「ペンタスター賞」を受ける。
- 1990年（平成2年）- 豊橋工場設立。2年連続で米国クライスラー社から「ペンタスター賞」を受ける。
- 1991年（平成3年）- 宮崎県に宮崎アスモを設立。5年連続して米国クライスラー社から「QE賞」を受ける。
- 1993年（平成5年）- 米国ミシガン州にASMO DETROIT, INC.(ADI)を設立。
- 1994年（平成6年）- 米国ノースカロライナ州にASMO GREENVILLE OF NORTH CAROLINA, INC.(GNC)を設立。
- 1996年（平成8年）- 中国天津に天津阿斯莫汽車微電機有限公司（天津アスモ）を設立。「ISO 9001」及び「QS-9000」の認証を取得する。
- 1997年（平成9年）- インドネシア ジャカルタ近郊にPT. ASMO INDONESIA(AINE)を設立。
- 1998年（平成10年）- ISO 14001の認証を取得する。
- 1999年（平成11年）- 本社に総合試験センターが完成。
- 2000年（平成12年）- 韓国の豊星電機株式会社へ資本参加。
- 2001年（平成13年）- トヨタ自動車より「技術開発賞」を受賞する。
- 2002年（平成14年）- 国内全工場（本社・豊橋・広島）で「ゼロエミッション」を達成。
- 2003年（平成15年）- トヨタ自動車より「技術開発賞」を2製品で受賞する。
- 2004年（平成16年）- チェコ共和国ズルチ市にASMO CHECH s.r.o.（アスモ・チェコ）を設立。 創立25周年を迎える。ISO/TS16949の認証を取得する。
- 2005年（平成17年）- トヨタ自動車より「品質管理賞」「種類削減・特別賞」を受賞する。 中国広州に阿斯莫（広州）微電機有限公司（AGU）を設立。
- 2017年（平成29年）12月4日 - 2018年4月1日をもって親会社であるデンソーと事業統合すると発表[1]。
- 2018年（平成30年）4月1日 - デンソーと事業統合。同社の湖西製作所となる[1]。